# Орделаффи, Джорджо
Джорджо Орделаффи (Giorgio Ordelaffi) (ум. 25.01.1423) — сеньор Форли с 1411, папский викарий.
Родился между 1375 и 1382 годом. Внебрачный сын Теобальдо Орделаффи (1353—1382), внучатый племянник Синибальдо I Орделаффи (ум. 1386).
В сентябре 1405 года, воспользовавшись смертельной болезнью Франческо III Орделаффи, жители Форли подняли восстание и провозгласили коммуну во главе с выборным подеста. Представители правящего роды были изгнаны из города. В 1407 году Форли захватил папский легат кардинал Балтазар Косса.
Джорджо Орделаффи нашёл пристанище в Чезене у Малатеста. Он собрал вооружённый отряд и в январе 1410 года отвоевал у папы Форлимпополи (дальнейшему наступлению помешали флорентийцы). Но в июне 1411 во главе 2-тысячного войска он всё-таки занял Форли и правил им до своей смерти.
В 1418 году помирился со Святым престолом и получил титул папского викария.
Жена — Лукреция Алидози, дочь Лудовико Алидози, сеньора Имолы. Сын:
- Теобальдо (1413—1425), титулярный сеньор Форли с 1423.

Незадолго перед смертью Джорджо Орделаффи поручил опеку над своим малолетним сыном миланскому герцогу Филиппо Мария Висконти. Однако Лукреция Алидози после смерти мужа увезла юного Теобальдо в Имолу, и от его имени править Форли стал Лудовико Алидози. Горожане восстали и призвали на помощь миланцев. Началась Ломбардская война, продолжавшаяся почти 30 лет.